# يانوش فالوش
يانوش فالوش (مواليد 14 يناير 1953) هو يميني متطرف بولندي أدين باغتيال كريس هاني في عام 1993، الأمين العام للحزب الشيوعي في جنوب إفريقيا ورئيس أركان تنظيم رمح الأمة الجناح العسكري لحزب المؤتمر الوطني الأفريقي. كان يحمل الجنسية الجنوب أفريقية منذ عام 1986 حتى عام 2017 عندما سحبت منه.